# Vincenza Maria Poloni
Vincenza Maria Poloni (Verona, 26 de janeiro de 1802 – Verona, 11 de novembro de 1855), nascida Luigia Poloni, foi uma religiosa católica italiana. Ela é conhecida por ser a cofundadora das Irmãs da Misericórdia de Verona, junto do Beato Carlos Steeb. A congregação que eles estabeleceram cresceu fora de Verona e se expandiu para nações como Portugal, Tanzânia, entre outras em cada continente.
O cardeal Angelo Amato, em nome do Papa Bento XVI, beatificou Madre Vincenza Poloni no ano de 2008, após o reconhecimento de um milagre atribuído à sua intercessão. Em 27 de janeiro de 2025, o Papa Francisco aprovou um segundo milagre e promulgou o decreto relativo à sua canonização.

## Biografia
Luigia Poloni nasceu no dia 26 de janeiro de 1802, em Verona. Foi a caçula dos doze filhos do casal Gaetano Poloni e Margherita Biadego. Ela foi batizada horas após seu nascimento na Igreja de Santa Maria Antica. Ela cresceu em um ambiente cristão católico e estava envolvida em atos de caridade.
Poloni entrou em contato com o padre Carlos Steeb e encontrou nele um amigo e confidente. Costumava confiar tudo a ele, e através dessa conexão que sua vocação cresceu. Eles estabeleceram uma congregação religiosa e Poloni ali professou seus votos a 10 de setembro de 1848, assumindo o nome de "Vincenza Maria". Juntos, eles almejavam que a nova congregação espalhasse o amor misericordioso de Jesus Cristo, que se acreditava ser de suma importância, pois ele elevaria o homem à plena comunhão com Deus. Poloni acreditava que todos os atos de caridade eram algo que precisaria ser colocado como uma das principais prioridades da vida.
Ela tomou como sua missão visitar todos aqueles que estavam doentes e órfãos, fazendo com que eles encontrassem em seu carisma consolo e a ajuda, enquanto mostrava-lhes o amor de Cristo. Ela também se dedicou a trabalhar entre os pobres e a eles se referia como "nossos patrões".
Ela foi atingida por um tumor que a consumiu lentamente. Ela passou por uma operação para aliviar a dor, mas não conseguiu melhorar sua condição. Madre Vincenza Poloni morreu no dia 11 de novembro de 1855, em Verona.

## Beatificação
Em 10 de setembro de 1990, o então bispo da Diocese de Verona, Dom Giuseppe Amari, iniciou seu processo de beatificação.
O Papa Bento XVI aprovou sua vida de virtudes heroicas e a proclamou Venerável em 28 de abril de 2006. A cura milagrosa da Irmã Virginia Agostini, ocorrida em 1939 e que permitiu sua beatificação, foi reconhecida por Bento XVI em 17 de dezembro de 2007. No dia 21 de setembro de 2008, Madre Vincenza Poloni foi beatificada pelo cardeal Angelo Amato em Verona.

## Canonização
No dia 27 de janeiro de 2025, o Papa Francisco reconheceu um segundo milagre atribuído à Madre Vincenza Poloni, autorizando sua canonização.
No final de 2013, Audelia Parra, uma idosa estadunidense foi submetida a uma cirurgia para remoção de cálculos biliares que gerou complicações, entre eles um choque hemorrágico que a deixou em estado crítico e aparentemente irreversível. Familiares e amigos próximos suplicaram à beata pela vida de Audelia e, a partir daquele momento ela começou a se recuperar, retornando em junho seguinte para casa onde vive bem com a família.
Em consistório ordinário público de 13 de junho de 2025, o Papa Leão XIV decretou a data da canonização em 19 de outubro de 2025.